# Jalapyphantes minoratus
Jalapyphantes minoratus là một loài nhện trong họ Linyphiidae.
Loài này thuộc chi Jalapyphantes. Jalapyphantes minoratus được Willis J. Gertsch & Michael Davis miêu tả năm 1946.